# Hallandia

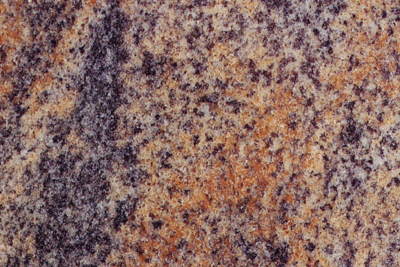
Polierte Oberfläche von Hallandia

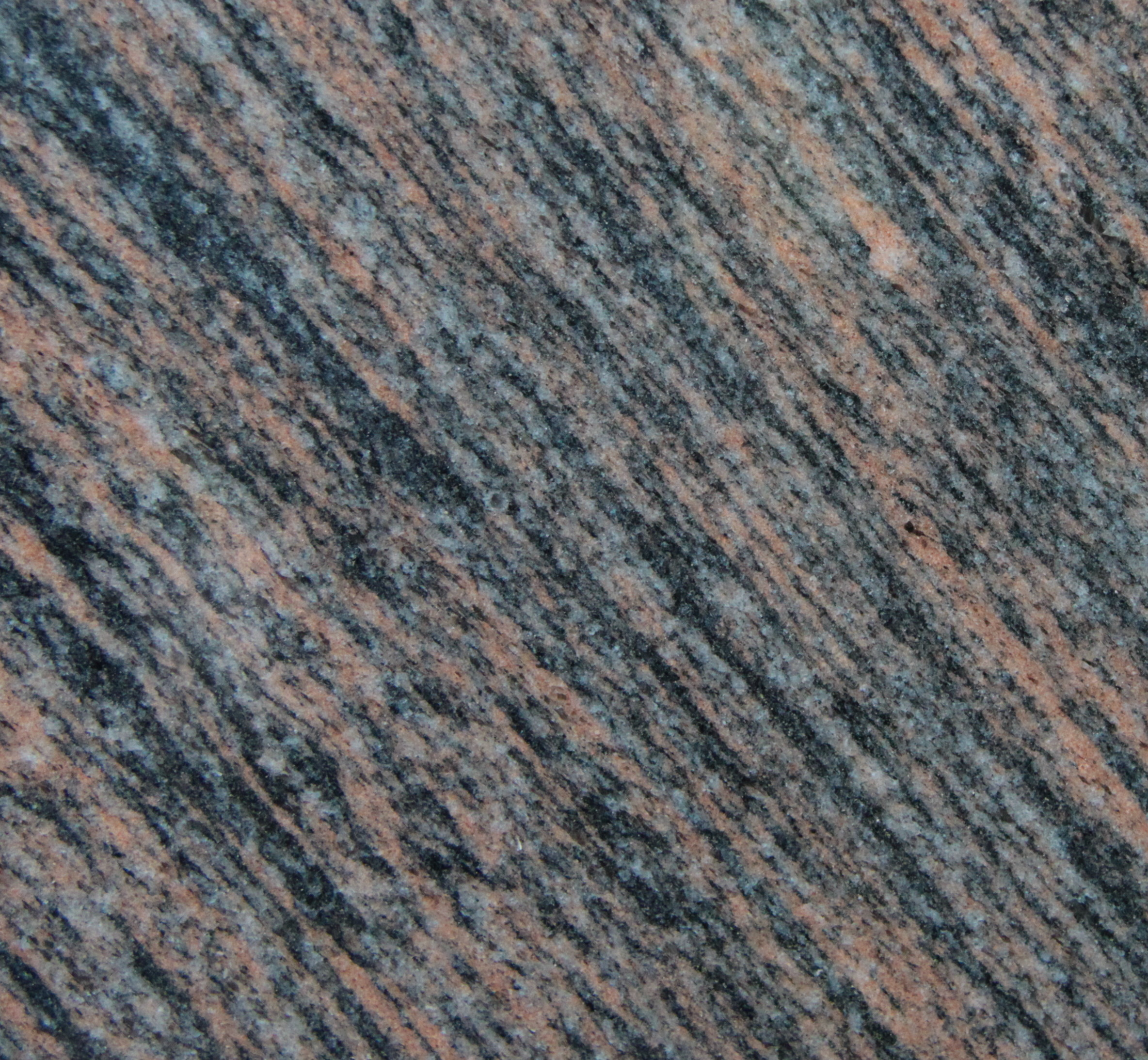
Muster (10×10 cm) eines polierten Hallandia mit deutlich ausgeprägtem Richtungsgefüge

Hallandia ist ein schwedisches Gestein, das nördlich von Halmstad in der Provinz Hallands län in Südwestschweden abgebaut wird. Das Gestein zählt zu den Migmatiten und wird seit 1875 in zahlreichen Steinbrüchen zwischen Halmstad und Falkenberg gewonnen. Hallandia entstand vor 920 Millionen Jahren im Präkambrium.   

## Name
Dem Naturstein wurden Regionalnamen von Ortschaften oder Landmarken gegeben, wie Bårarp, Vastad und Nortorp. Die Bezeichnung Hallandia hat sich als Name durchgesetzt. Ein weiterer verbreiteter Namen ist Halmstad. Diese Bezeichnung wird als Sammelname des Gesteins aus verschiedenen Steinbrüchen verwendet.
Sofern Hallandia als Grabstein – insbesondere in Norddeutschland – mit rauen Oberflächen oder für weitere Verwendungen angeboten wurde, erhielt es vielfältige Handelsnamen wie Nordlandfindling, Meeresfelsen, Ostseefelsen und weitere.

## Geologie
Südwestschweden ist Teil des Baltischen Schildes, der sich über Schweden, Finnland und Norwegen erstreckt. Es handelt sich um ein altes Grundgebirge, das infolge von tektonischen Bewegungen Granit und Sedimente in die untere Erdkruste drückte, wobei diese Hitze und Druck ausgesetzt waren, aufschmolzen und ihr ursprüngliches Gefüge verloren. Dabei kann es vorkommen, dass ein Gestein mehrfach überprägt wird. Aus körnigen Graniten und Sedimenten und/oder Sedimentgesteinen entstanden Gneise mit einem Richtungsgefüge, die als Mischgneise oder Migmatite bezeichnet werden. 
Migmatite setzen sich aus zwei Gesteinen zusammen, einem Orthogneis, der aus den Magmatiten, und einem Paragneis, der aus den Sedimenten und/oder Sedimentgesteinen entstand.

## Gesteinsbeschreibung und Mineralbestand
Hallandia enthält bis zu 40 % roten Kalifeldspat, lediglich 5 % hellgrauen Plagioklas und 25 % rauchglasigen Quarz. Hornblende kommt von 5 bis 7 % und Biotit nur in ganz geringen Mengen vor.
Hallandia zeigt Fließstrukturen, Bänderungen und Linsen in einer wechselhaften Farbgebung von schwarz, grau, rot bis rotbraun und einen Wechsel von hellen und dunklen Streifen. Der intensive Farb- und Texturwechsel ist für Hallandia typisch.

## Verwendung
Abgebaut wird Hallandia nur noch in wenigen Steinbrüchen. Einer der Größten befindet sich bei Bårarp mit einer Jahresproduktion von 5000 m² jährlich, der in Schweden als Hallandia Bårarp. bezeichnet wird.
Hallandia ist frostfest und polierfähig. Verwendet wird er für den Innen- und Außenbau als Fassadenplatten, Treppen- und Bodenbelag, für Fensterbänke, Waschtische und Küchenarbeitsplatten; daneben in Schweden als Mauer- und Wasserbaustein.

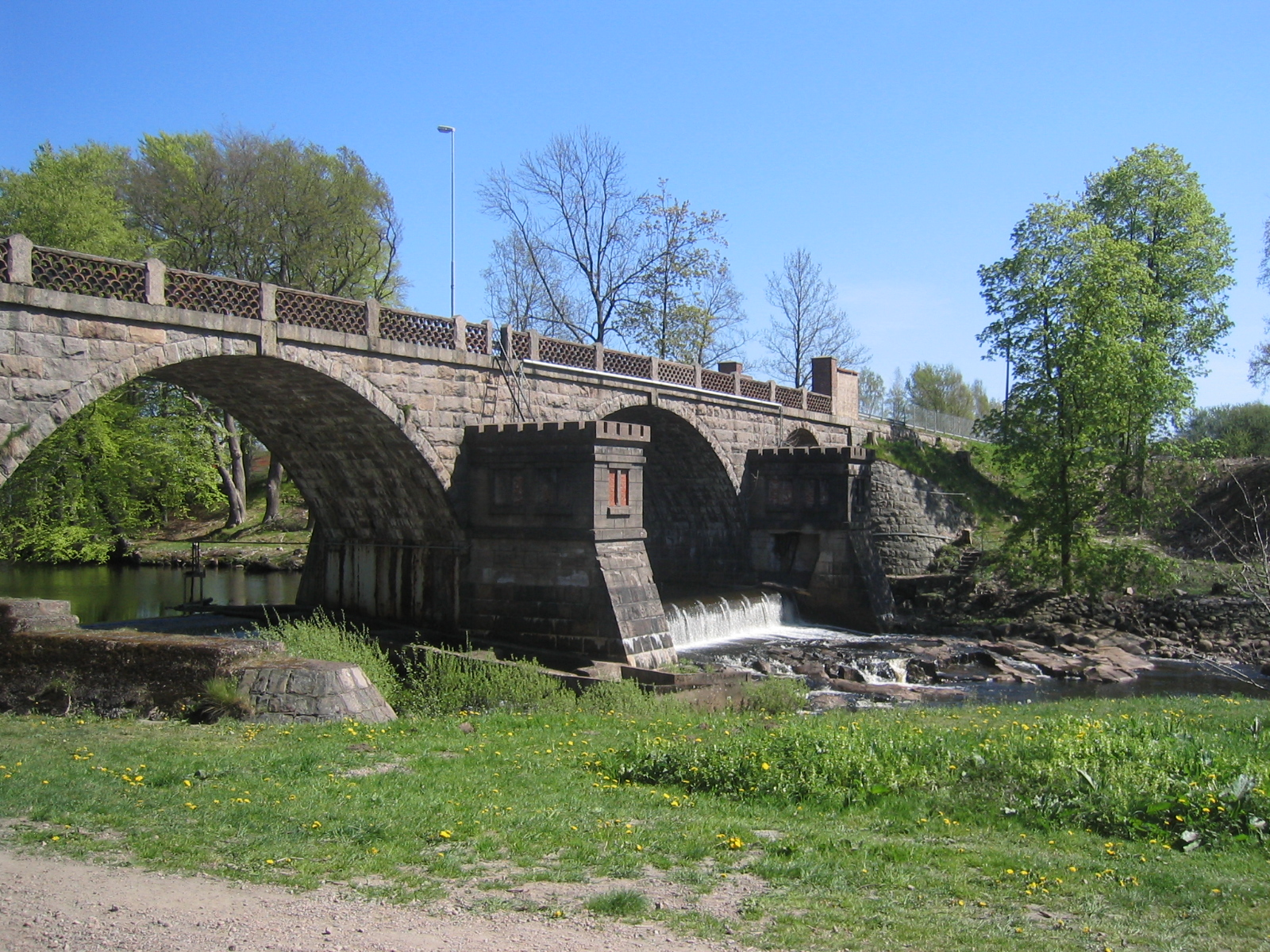
Brücke in Halmstad aus Hallandia
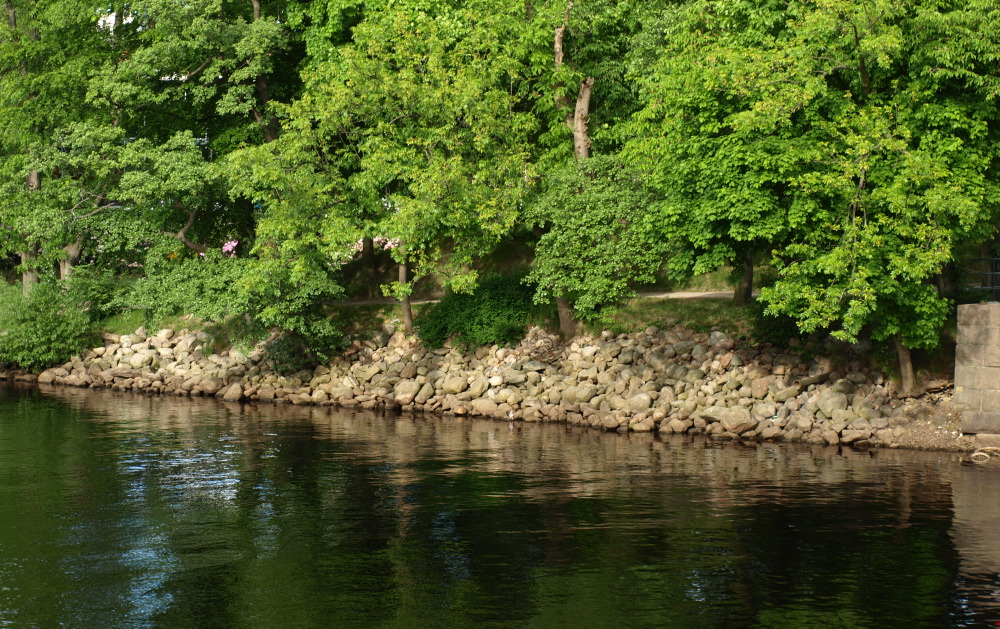
Hallandia als Wasserbaustein für die Uferbefestigung in Halmstad